# Любов небесна і Любов земна
«Любов небесна і Любов земна» (італ. Amor sacro e Amor profano) — картина італійського художника Тіціана, написана 1514 року.

## Історія
Картину замовив венеційський аристократ Нікколо Ауреліо, як весільний подарунок своїй нареченій Лаурі Багаротто. Вона була вдовою падуанського аристократа, страченого у 1509 році за повстання проти венеційської влади під час війни з Римською імперією. За таким же звинуваченням був страчений і батько Лаури. Дозвіл на шлюб обговорювала спеціальна комісія на чолі з дожем, і він був отриманий. Конфісковане раніше придане Лаури стараннями нареченого повернули за день до весілля. Картина, замовлена у найпрестижнішого художника Венеції, ймовірно, повинна була додати шлюбу респектабельності в очах співгромадян.
Сам Тиціан назвав картину «Краса прикрашена і неприкрашена». Лише у каталозі 1792 року з'явилася назва «Любов небесна і Любов земна». У 1698 році картину викупив кардинал Шипіоне Боргезе. З цього часу твір виставляється в галереї Боргезе.

## Сюжет
На передньому плані картини — дві жінки з однаковим обличчям. Вони дуже схожі, але одягнені по-різному. Одна одягнена в характерний для Венеції стрій одруженої дами, а інша оголена. Їх розділяє Купідон. Жінки сидять на саркофазі, прикрашеному чудовим барельєфом. Він наповнений чистою водою. У неї занурив руку Купідон. На задньому плані полотна — зелена рівнина. Зліва вона плавно переходить в гору, на якій височить замок. Там можна побачити двох кроликів, вершника на коні і групу людей, що його очікує.

## Символізм
Одягнена жінка уособлює любов у шлюбі; на шлюб вказують білий колір її сукні, пояс, рукавички на руках, миртовий вінок (символізує любов і вірність). Оголена жінка символізує небесну, вічну любов. Кролики на задньому плані — побажання великого потомства. На думку експертів, саркофаг нагадує про невинно вбитого батька нареченої. А вода в ньому символізує появу нового життя.